# Gujana na Letnich Igrzyskach Olimpijskich 1972
Gujanę na Letnich Igrzyskach Olimpijskich 1972 reprezentowało trzech zawodników.

## Skład kadry

### Boks

#### Mężczyźni
| Zawodnik         | Konkurencja       | 1/32 finału      | 1/16 finału                         | 1/8 finału       | Ćwierćfinały     | Półfinały        | Finał            | Pozycja | Źródło |
| Zawodnik         | Konkurencja       | Przeciwnik Wynik | Przeciwnik Wynik                    | Przeciwnik Wynik | Przeciwnik Wynik | Przeciwnik Wynik | Przeciwnik Wynik | Pozycja | Źródło |
| ---------------- | ----------------- | ---------------- | ----------------------------------- | ---------------- | ---------------- | ---------------- | ---------------- | ------- | ------ |
| Courtney Atherly | Waga lekka        | BYE              | A. Gin Porażka – decyzja (1-4)      | NQ               | NQ               | NQ               | NQ               | 17-32.  | [ 1 ]  |
| Reggie Ford      | Waga lekkośrednia | BYE              | A. Minter Porażka – KO w 2. rundzie | NQ               | NQ               | NQ               | NQ               | 17-31.  | [ 2 ]  |

### Kolarstwo

#### Konkurencje torowe

##### Mężczyźni
| Zawodnik      | Konkurencja | 1/32 finału            | Baraże o 1/16 finału                 | 1/16 finału      | Baraże o 1/8 finału          | 1/8 finału       | Baraże o ćwierćfinały | Baraże o ćwierćfinały | Ćwierćfinały     | Półfinały        | Finał A/B        | Pozycja          | Źródło |
| Zawodnik      | Konkurencja | 1/32 finału            | Baraże o 1/16 finału                 | 1/16 finału      | Baraże o 1/8 finału          | 1/8 finału       | 1                     | 2                     | Ćwierćfinały     | Półfinały        | Finał A/B        | Pozycja          | Źródło |
| Zawodnik      | Konkurencja | Przeciwnik Wynik       | Przeciwnik Wynik                     | Przeciwnik Wynik | Przeciwnik Wynik             | Przeciwnik Wynik | Przeciwnik Wynik      | Przeciwnik Wynik      | Przeciwnik Wynik | Przeciwnik Wynik | Przeciwnik Wynik | Pozycja          | Źródło |
| ------------- | ----------- | ---------------------- | ------------------------------------ | ---------------- | ---------------------------- | ---------------- | --------------------- | --------------------- | ---------------- | ---------------- | ---------------- | ---------------- | ------ |
| Neville Hunte | Sprint      | R. Maveau V. Limba DSQ | T. Tarwan M. Snellinx 1. (Q) 11,54 s | D. Morelon 2.    | O. Pchakadze E. Crutchlow 3. | NQ               | NQ                    | NQ                    | NQ               | NQ               | NQ               | Nieklasyfikowany | [ 3 ]  |

| Zawodnik      | Konkurencja  | Czas    | Pozycja | Źródło |
| ------------- | ------------ | ------- | ------- | ------ |
| Neville Hunte | 1 km na czas | 1:10.48 | 22.     | [ 4 ]  |